# Дафни (манастир)
„Дафни“ (на гръцки: Δαφνί) е византийски манастир в Атина, Гърция.
Манастирът е разположен в лаврова горичка, откъдето ѝ името му, на 11 км северозападно от центъра на Атина.
Основан е през VI век на мястото на езическото светилище на Аполон и Дафне, което е опустошено от готите през 395 година. Монашеската кръстокуполна църква е един от най-добрите оцелели образци на архитектурата от епохата на Македонската династия и средновизантийския период като цяло. Изграждането в запазения ѝ вид може да се отнесе към първата половина на XI век. Мозаечната украса се появява малко по-късно, в началото на XII век, при първите Комнини.
Манастирът става част от световното културно-историческо наследство на ЮНЕСКО през 1990 година заедно със „Свети Лука“ в Дистомо и Новия манастир на остров Хиос, като едно от трите най-значими средновековни православни светилища в Гърция.